# Sambō-in

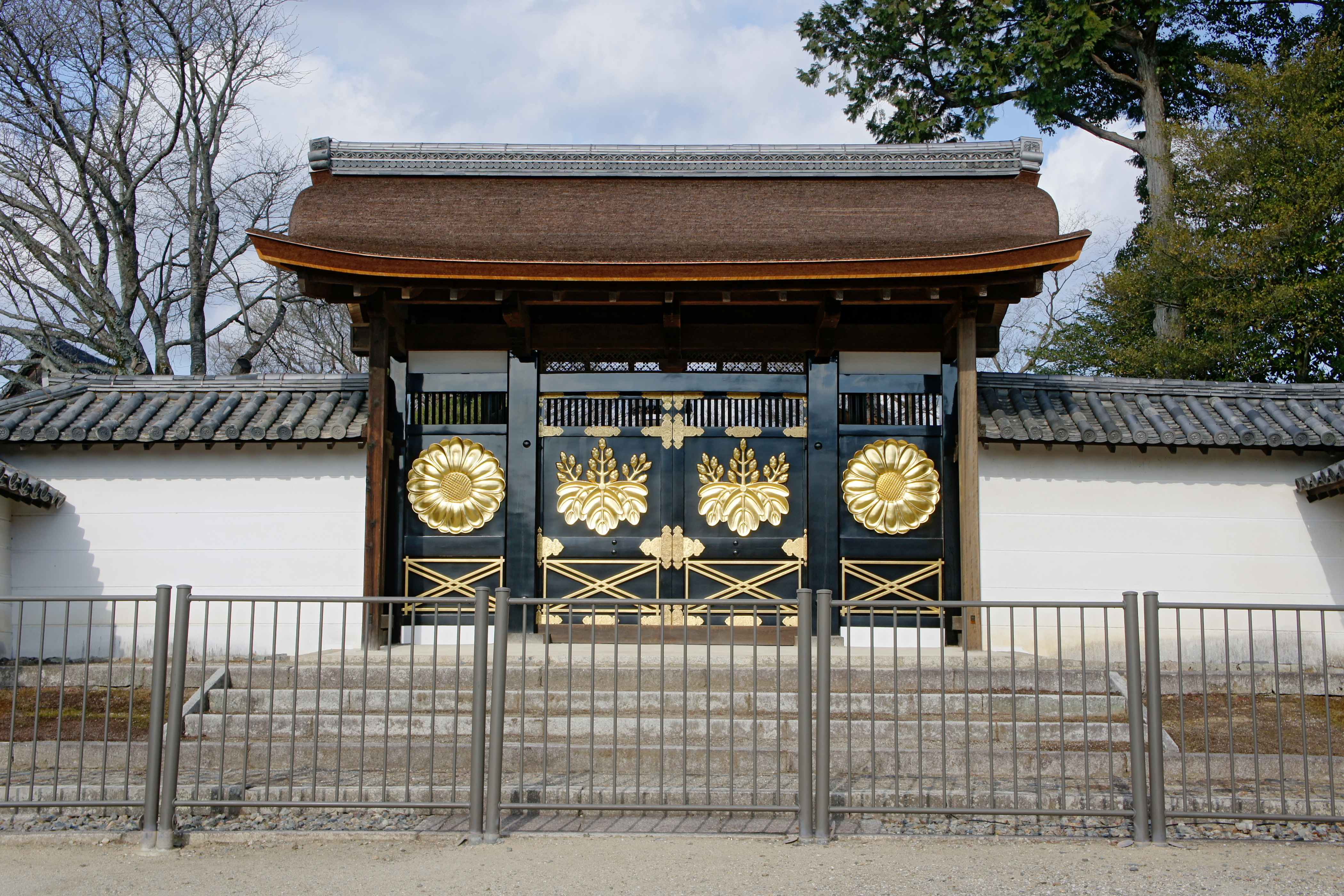
Das Karamon

Das Sambō-in (japanisch 三宝院) ist ein buddhistischer Tempel im Stadtteil Daigo des Bezirks Fushimi der Stadt Kyōto. Der Tempel ist ein Untertempel des Daigo-ji.

## Geschichte
Nachdem man das Äußere Tor (総門, sōmon) zum Daigo-ji passiert hat, erstreckt sich auf der linken Seite der Untertempel (塔頭, tatchū), das  Sampō-in. Es wurde im Jahr 1115 vom 14. Abt des Daigo-ji, Shōkaku sōshō (勝覚僧正; 1057–1129), erbaut. Es diente dem Abt des Klosters als eine Art Nebenresidenz und gehört zum Weltkulturerbe.

## Die Anlage

### Die Gebäude

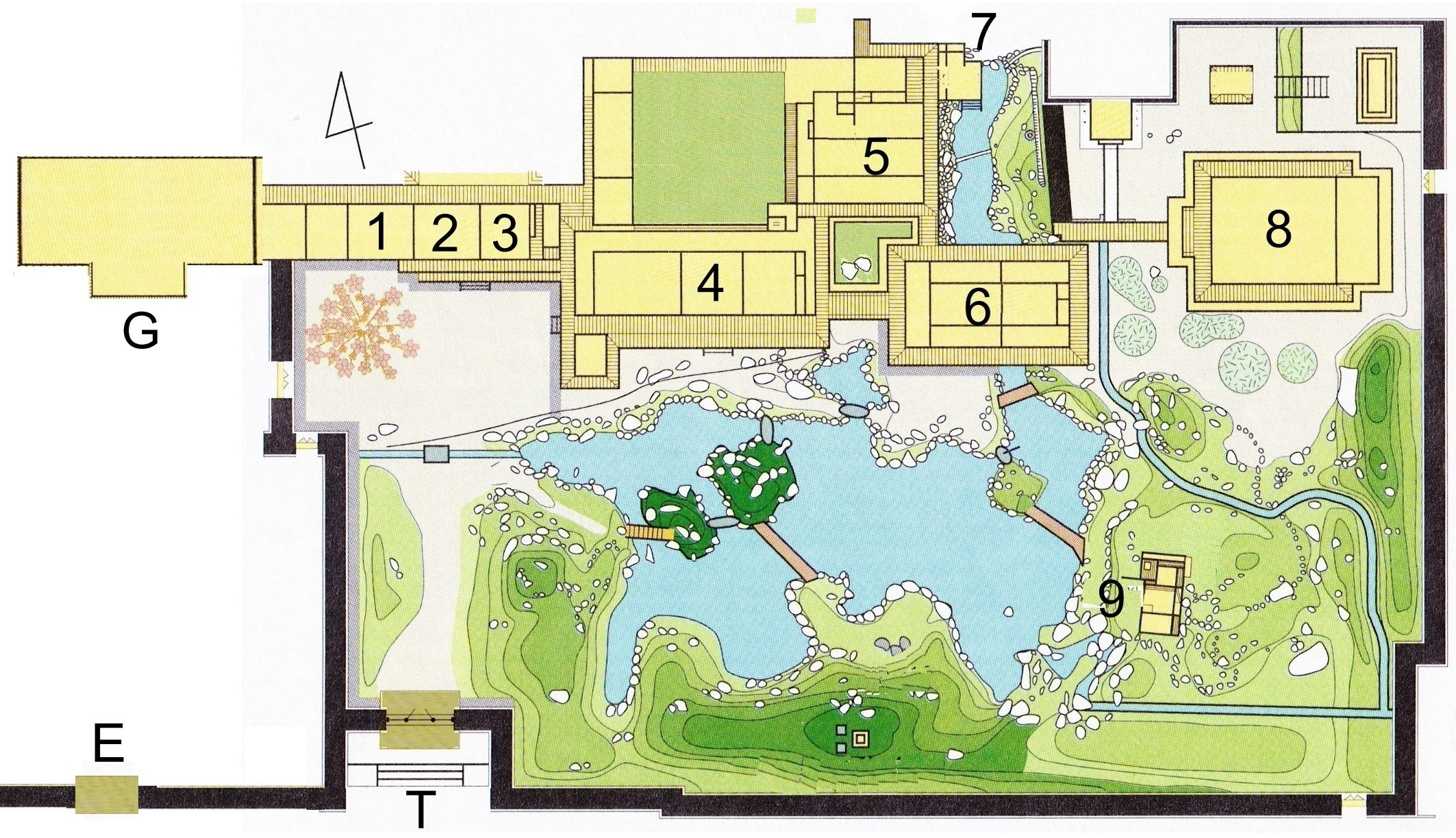
Sambō-in (Beschriftung siehe Text)

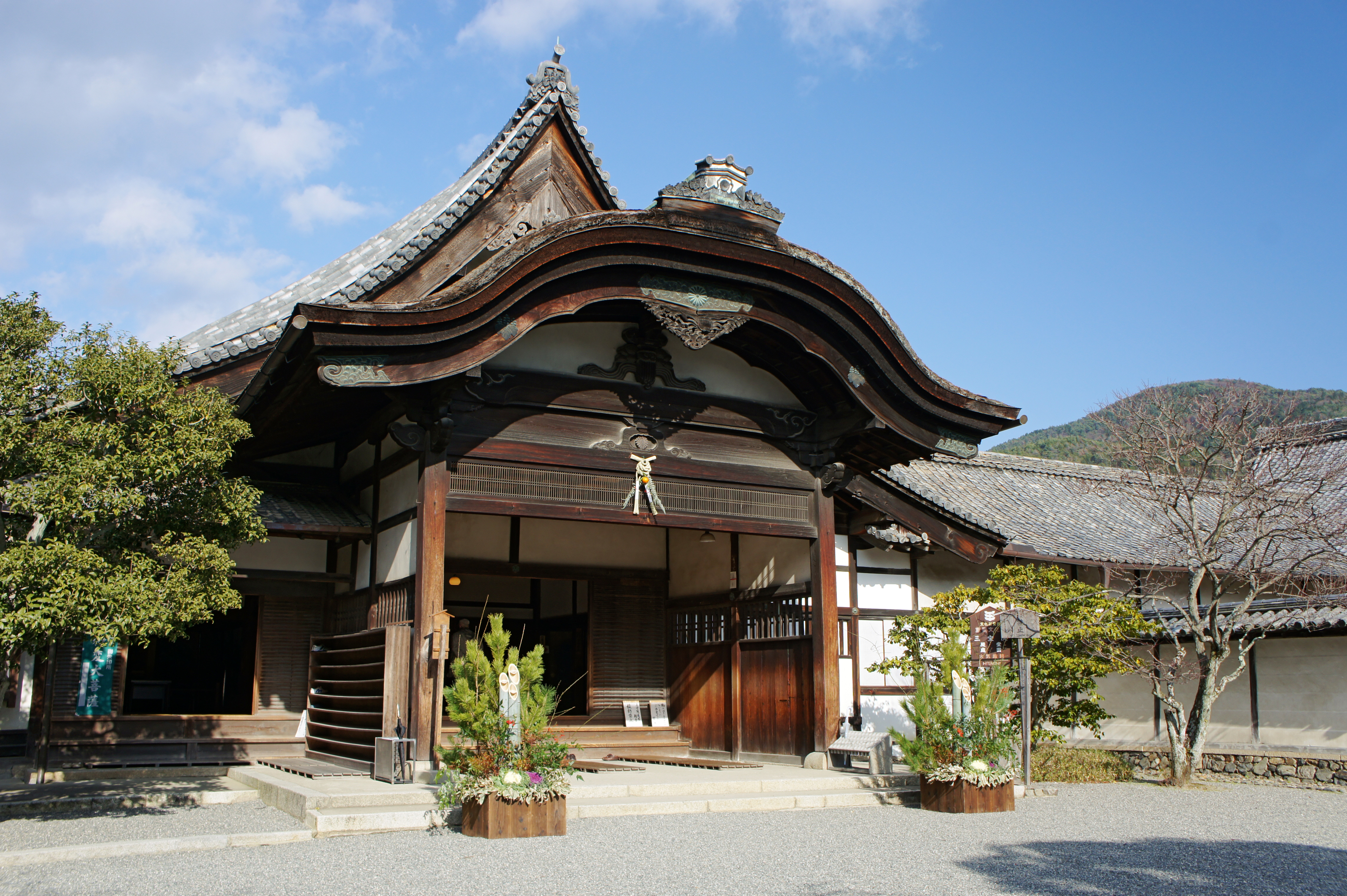
Haupteingang

Steht man vor dem Sambō-in, dann hat man links das Vorderen Tor (表門, omote-mon, E) vor sich, durch das man die Anlage betreten kann, und rechts das verschlossene Tor im sogenannten chinesischen Stil (唐門, karamon, T) aus der Momoyama-Zeit. Dieses Tor besitzt zwei Flügel, die mit der Paulownie  geschmückt sind. Die festen Seitenteile rechts und links sind jeweils mit einer Chrysantheme dekoriert. Das Tor soll entweder von der Burg Fushimi oder vom Pavillon Kankatei (観花亭) des Daigo-ji hierher versetzt worden sein. Dieses Tor ist als Nationalschatz registriert.
Man betritt das Gebäude durch den mit einem chinesischen Dachbogen (唐破風, karahafu) geschmückten Haupteingang (大玄関, G). Man passiert dann rechts eine Reihe von Zimmern, nämlich hintereinander den Malven-Raum (葵の間, Aoi-no-ma, 1), den Herbstgräser-Raum (秋草の間, Shūsō-no-ma, 2) und den Raum für den kaiserlichen Boten (勅便之間, Chikushi–no-ma, 3).
Dann passiert man den Vorderen Empfangsraum (表書院, omote sho-in, 4), der durch Schiebetüren dreigeteilt ist: auf den ersten Raumteil, Gedan (下段) genannt, folgt der zweite, leicht erhöhte Chūdan (中段), und diesem folgt der noch einmal erhöhte Jōdan (上段), dessen Rückseite durch die Nische, das Tokonoma, abgeschlossen ist. Die Wände sind ausgemalt, wohl von Kanō Sanraku oder von Hasegawa Tōhaku.
Dahinter folgt abgewinkelt ein weiterer Raum, der private Okushinden (奥寝殿, Oku-shinden, 5), der ebenfalls dreigeteilt ist. An der Nordostecke ist ein Ausguck angebaut, der „Kiefer-Mond-Pavillon“ (松月亭, Shōgetsu-tei, 7). – An der Frontseite zum Garten folgt ein weiterer Raum mit Ausblick auf diesen, Junjōkan (純浄観, 6) genannt. Dieser Raum ist über einen Wasserarm der Gartenanlage gebaut. Dahinter folgt der eigentliche Andachtsraum, das Hondō (本堂, 8). Direkt vor dem  Hondō erstreckt sich ein kleiner Moosgarten.

### Der Garten

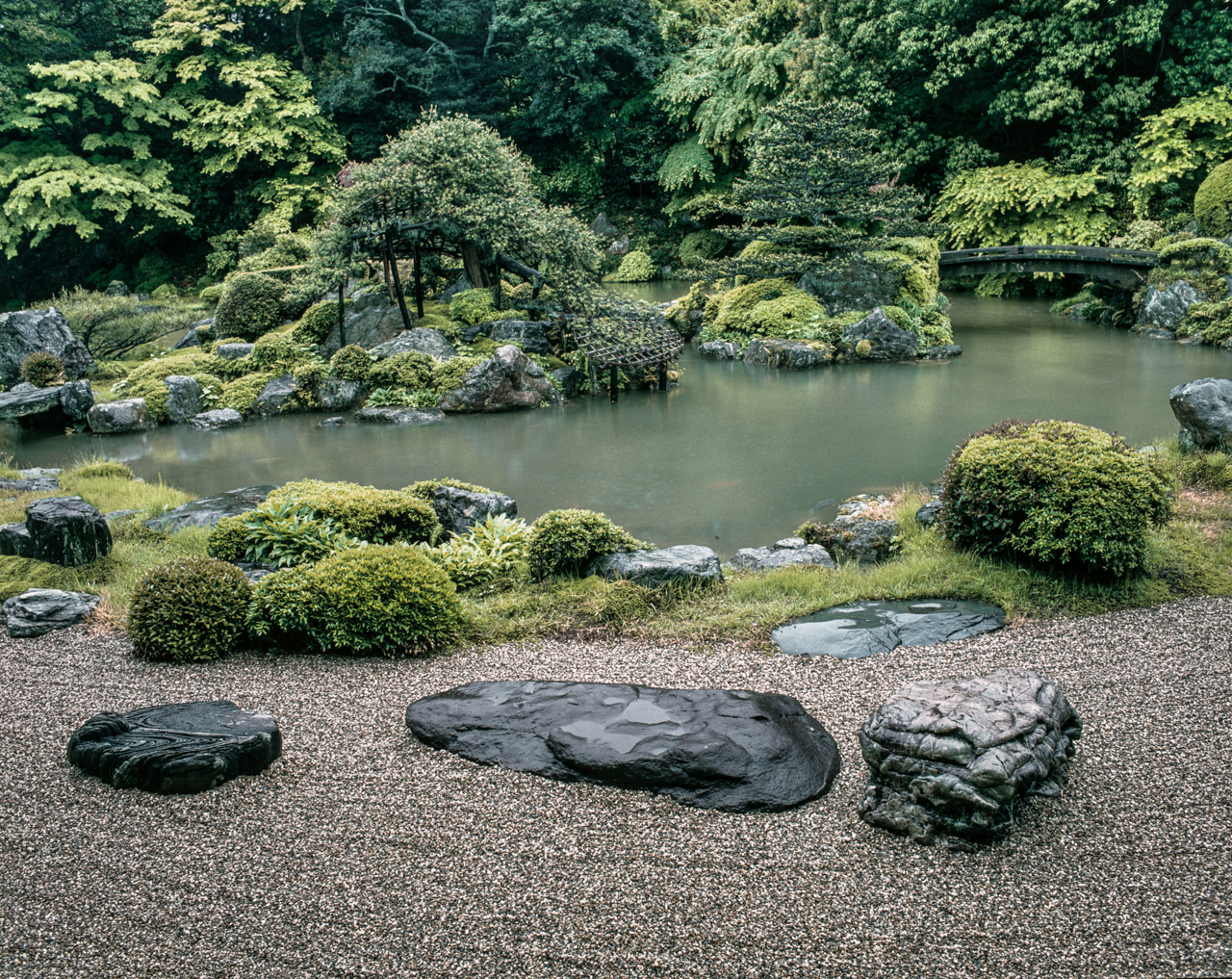
Teil des Gartens

Der Garten erstreckt sich fast über die ganze Südseite des Sambō-in und ist als Wandelgarten um einen großen Teich angelegt. Toyotomi Hideyoshi, der im Jahr 1598 den Tempel zur Baumblüte besuchte, hat ihn selbst entworfen. Er starb dann noch im selben Jahr, so dass der Garten unter dem Mönch Gien Jugō (Gien (Mönch) 義演准后; 1558–1626) begonnenen wurde. Die Arbeiten ruhten dann eine Weile, so dass der Garten erst etwa 25 Jahre später fertig gestellt war. Man hatte dafür rund 700 Steine und einige tausend Büsche und Bäume zusammengetragen.
Der Teich umschließt einige Inseln, von denen die beiden dunkelgrün gezeichneten einen Kranich und eine Schildkröte symbolisieren. Alle  Insel sind über Brücken erreichbar. Davon ist eine Holzbrücke (gestrichelt), vier sind kurze Steinbrücken (hell, oval), drei sind sogenannte Erdbrücken). Im Südosten des Teiches ergießt sich ein kleiner Wasserfall in drei Stufen in den Teich. In der Nähe steht der Pavillon Chinryū-tei (沈流亭, 9), der „Pavillon des verstummenden Fließens“.
Später wurde der Garten mehrfach verändert, so dass er sein ursprüngliches Aussehen zum Teil verloren hat. Da Gien ein Tagebuch hinterlassen hat, in dem er seine Arbeiten von damals beschreibt, sind wir in diesem Fall besonders gut über die Veränderungen unterrichtet. Gegenüber dem Vorderen Empfangsraum steht auf der anderen Seite des Teiches eine Dreiergruppe von Steinen, die von Oda Nobunaga auf Hideyoshi gekommen ist und dann vom Palast Jurakudai (聚楽第) in Kyōto hierher gebracht wurde und an die große Vergangenheit erinnert. Diese Dreiergruppe, Fujito-ishi (藤戸石) genannt, stellt – sehr abstrahiert – Amida mit Begleitern dar.
Der Garten wurde 1952 als „Besonders bedeutendes Geschichtsrelikt“ (特別史跡, tokubetsu shiseki) und als „Besonders schöne Ansicht“ (特別名勝, tokubetsu meishō) registriert und gehört heute zum Daigoji-Weltkulturerbe.

## Nationalschätze
- Neben dem Karamon ist auch der Vordere Empfangsraum als Nationalschatz registriert.

## Wichtige Kulturgüter
Als Wichtige Kulturgüter sind registriert der überdachte Eingang, der Malven-Raum, der Herbstgräser-Raum, Raum der kaiserlichen Boten, der Empfangsraum, der Privatraum, der Pavillon im Garten, sowie der Küchentrakt (庫裏, kuri) und der Goma-Pavillon (護摩堂), beide nicht auf dem Plan.